# Phare de Mispillion

Le phare de Mispillion (en anglais : Mispillion Light) était un phare situé sur Mispillion River (en) dans la baie de la Delaware, dans le comté de Sussex, Delaware. 
Il est inscrit au Registre national des lieux historiques depuis le 18 février 1986 sous le n° 86002919.

## Historique
Le phare de Mispillion d'origine a été construit en 1831. Le deuxième phare Mispillion était une tour carre en bois carrée  s'élevant d'un coin d'une maison de gardien en bois de style gothique à deux étages et a été construit en 1873. Il a servi jusqu'en 1929, quand il a été désactivé et remplacé par une tour métallique à claire-voie qui avait initialement servi comme phare du cap Henlopen. Celui-ci est inactif depuis 1984.
Après plusieurs années de propriété privée et de négligence, le phare était tombé dans un état de délabrement extrême. Après qu'un incendie provoqué par la foudre ait détruit la majeure partie de la tour du phare, les restes du phare ont été vendus en 2002 . Une réplique du phare a été reconstruite à Shipcarpenter Square à Lewes, en 2004 en utilisant ce qui restait de la structure de l'ancien phare, et sur la base des plans originaux. Les nouveaux propriétaires ont également fait un ajout substantiel lors de la reconstruction, utilisé comme logement. La tour métallique reste à l'emplacement d'origine mais n'est pas active ou ouverte au public.

Identifiant : ARLHS : USA-503 .

### Lien connexe
- Liste des phares du Delaware